# Les Fourmis (album)
Pour les articles homonymes, voir Les Fourmis.
Albums de Jean Leloup
Le Dôme La Vallée des réputations
Singles
1. La vie est laide
Sortie : 1998
2. Fourmis
Sortie : 1999
3. Voyager
Sortie : 1999
4. La Chambre
Sortie : 1999
5. Je joue de la guitare
Sortie : 2000

Les Fourmis est le quatrième album studio de Jean Leloup sorti en 1998. 

## Liste des titres de l'album
| 1.    | Les Filles à canon    | 5:50 |
| 2.    | Fourmis               | 6:20 |
| 3.    | La vie est laide      | 5:18 |
| 4.    | Cookie                | 2:08 |
| 5.    | Bertha                | 3:12 |
| 6.    | Satyre                | 0:46 |
| 7.    | Faire des enfants     | 8:11 |
| 8.    | La Chambre            | 4:14 |
| 9.    | Voyager               | 5:12 |
| 10.   | Je joue de la guitare | 7:32 |
| 11.   | La Pluie              | 3:10 |
| 52:08 |                       |      |